# Železniční trať Kiskunhalas–Bátaszék
Železniční trať Kiskunhalas–Bátaszék (maďarsky Bátaszék–Baja–Kiskunhalas-vasútvonal) je maďarská jednokolejná neelektrifikovaná železniční trať, která spojuje města Kiskunhalas a Bátaszék. Trať je označována v maďarském jízdním rádu jako trať MÁV 154. Trať byla kompletně otevřena v roce 1903.

## Historie
První úsek tratě z Baji do Bácsalmáse s pokračováním do srbské Subotice byl otevřen 5. ledna 1885. Druhý úsek z Bácsalmáse do Kiskunhalasu byl otevřen 31. října 1903.
V letech 1967–1970 prošla trať rozsáhlou modernizací.

## Provozní informace
Maximální rychlost na trati je 100 km/h. Trať i veškeré stanice a zastávky na trati provozuje firma MÁV a je neelektrifikovaná.

## Doprava
Provoz osobních vlaků je na trati zajišťován motorovými jednotkami 6341 (maďarská verze české motorové jednotky 835), které jezdí trasu Baja–Kiskunfélegyáza–Kecskemét. Občasná nákladní doprava na trati je zajišťována lokomotivami M62.

## Galerie

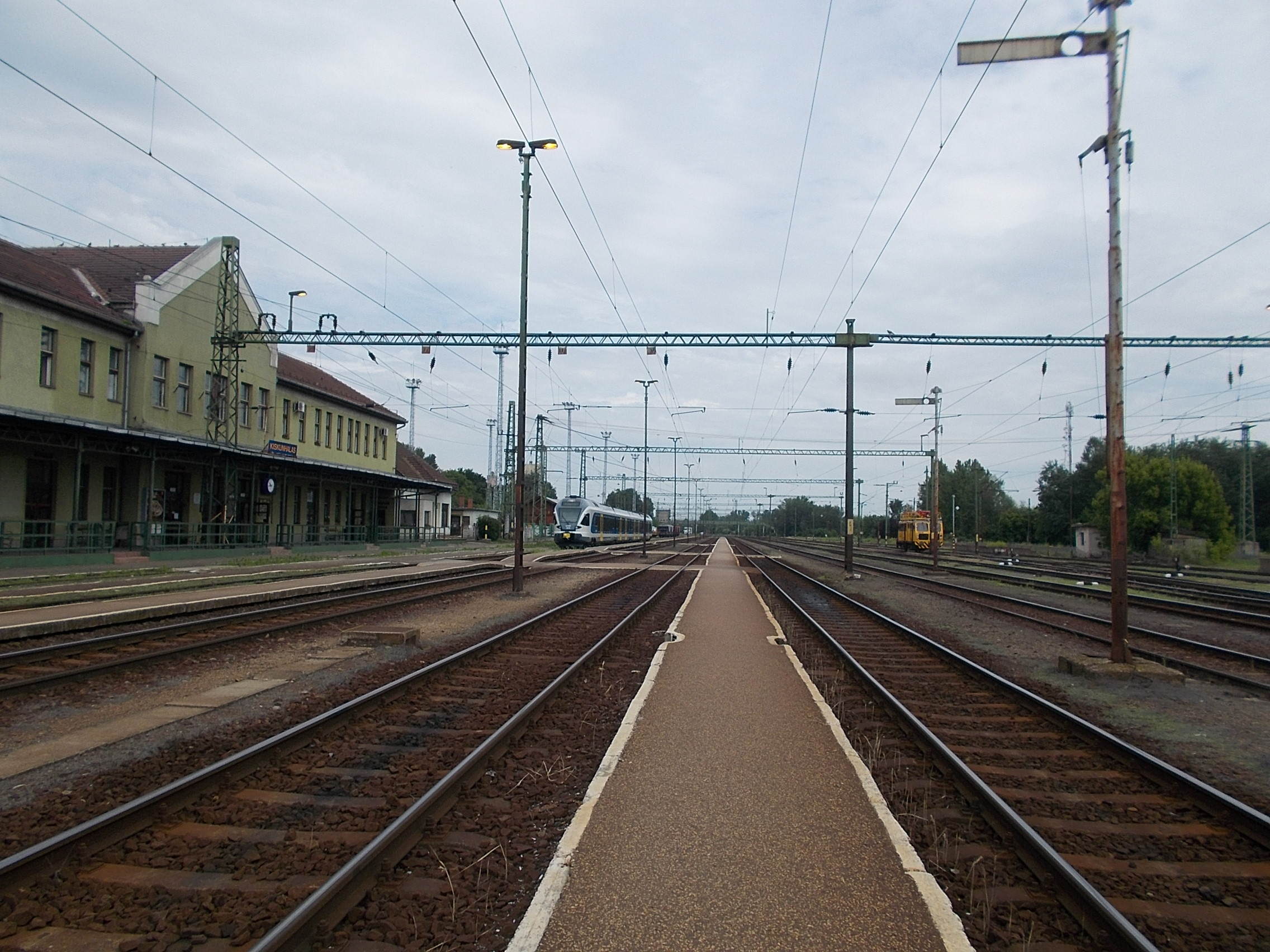
Kiskunhalas
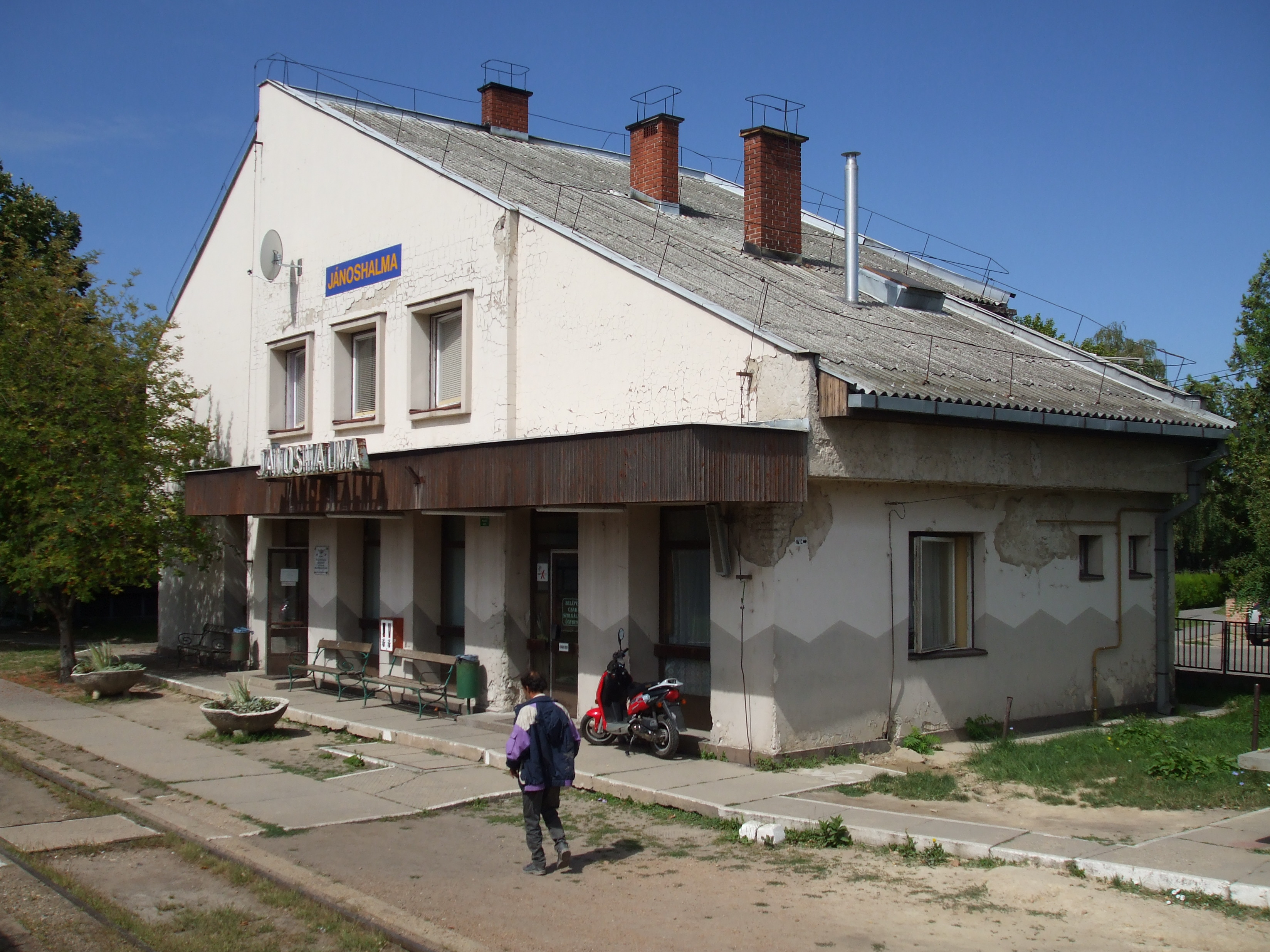
Jánoshalma
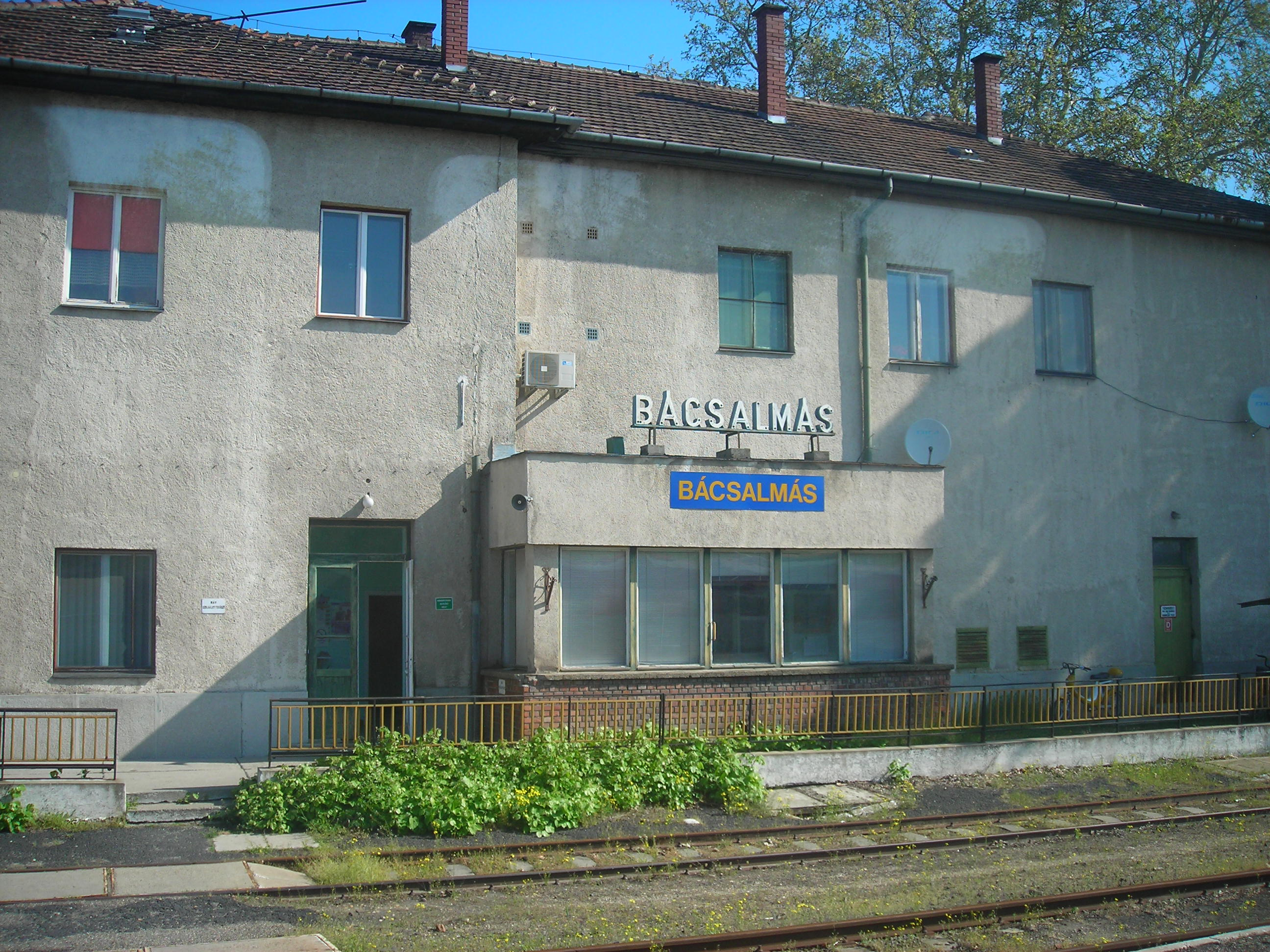
Bácsalmás
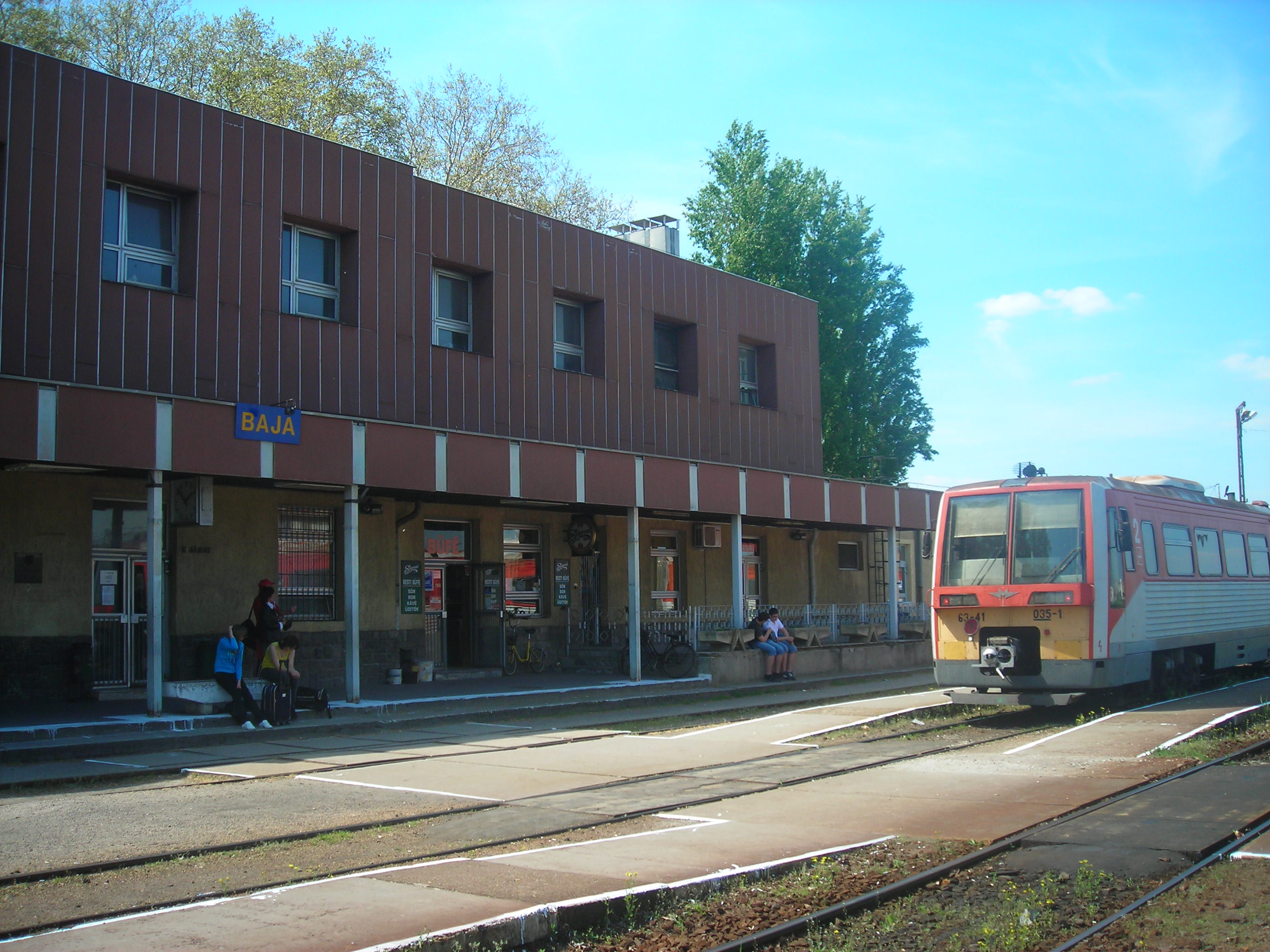
Baja
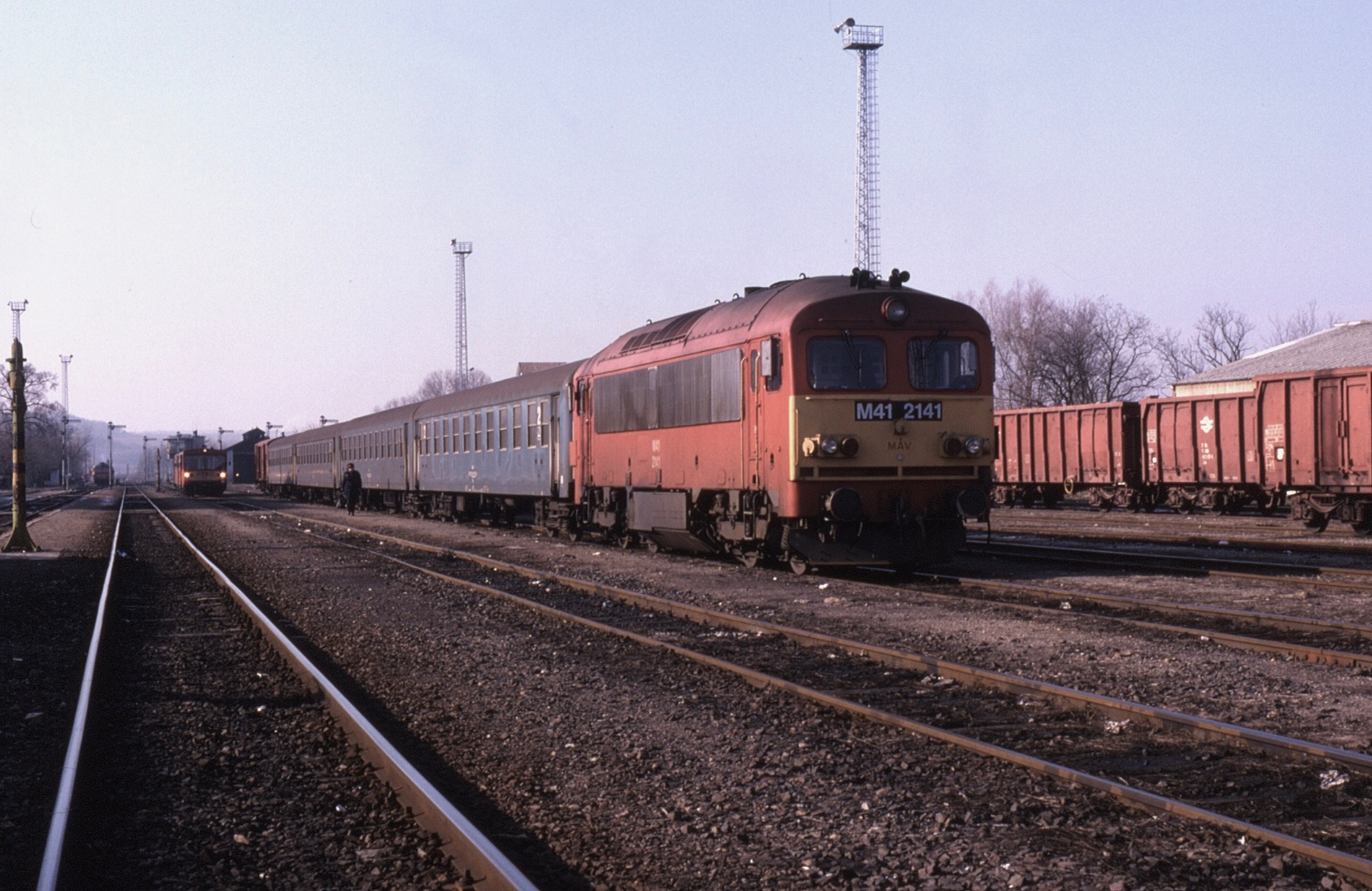
Osobní vlak ve stanici Bátaszék
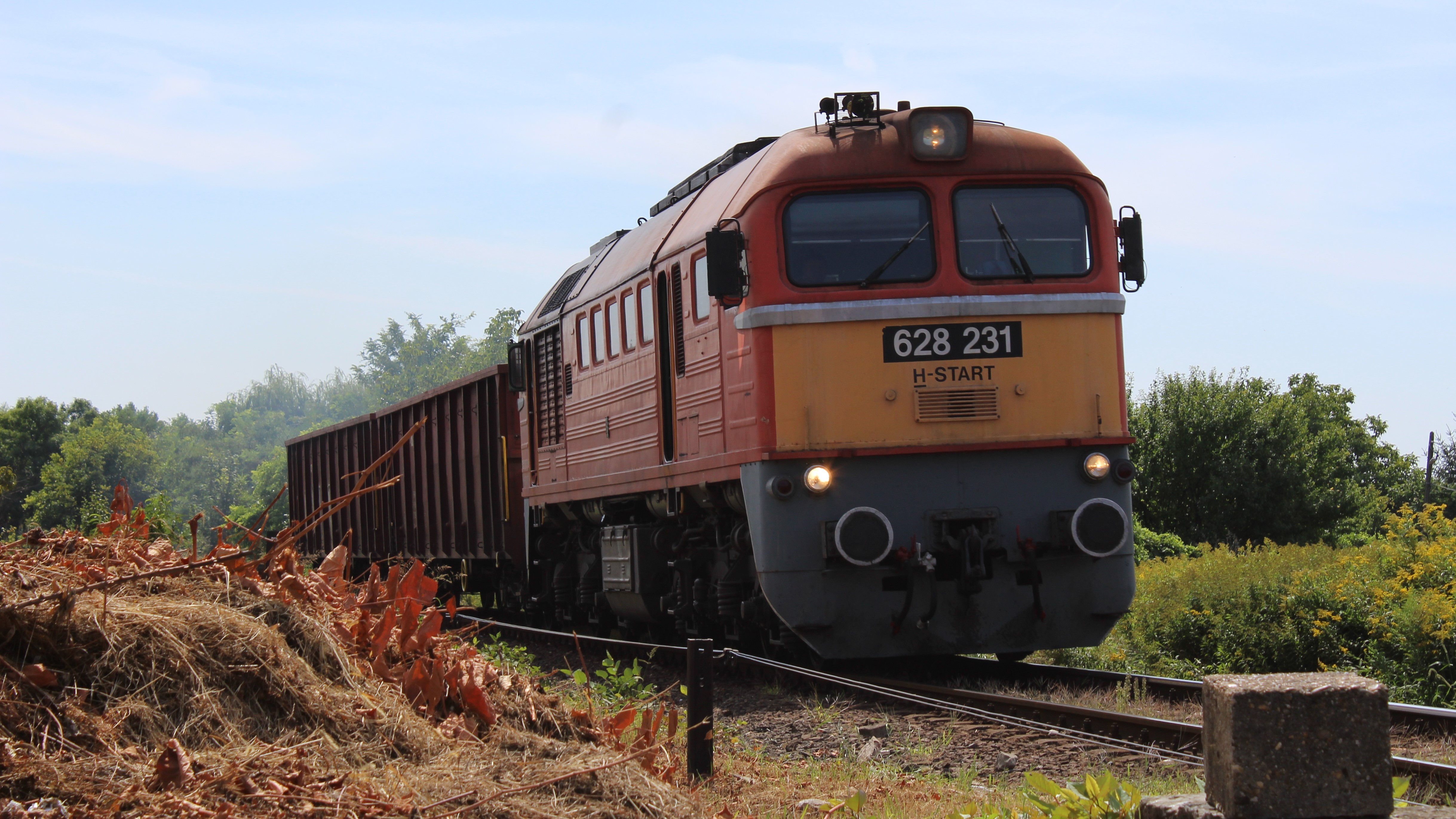
Nákladní vlak u stanice Baja